# Lee Arenberg
Lee Arenberg (Palo Alto, 18 luglio 1962) è un attore statunitense.
Ha raggiunto la notorietà interpretando nella saga Pirati dei Caraibi di Gore Verbinski il pirata Pintel, recitando poi soprattutto in molte serie televisive.

## Biografia
Lee Arenberg ha partecipato come guest star in tutte le quattro serie spin-off di Star Trek: Star Trek: The Next Generation, Star Trek: Deep Space Nine, Star Trek: Voyager e Star Trek: Enterprise. Casualmente, nella sua prima ed ultima apparizione nel mondo di Star Trek ha interpretato un personaggio di nome Gral, ma appartenenti a due razze diverse (uno era un Ferengi mentre l'altro un Tellarite). Nel 1992 è apparso nella serie televisiva Night Court. Ha partecipato a due episodi di Seinfeld nel ruolo dell'allibratore Mike Moffit. In un episodio lui e George Costanza hanno una disputa per un parcheggio, mentre nel secondo i suoi pollici si rompono accidentalmente mentre tenta di riparare la macchina di Jerry Seinfeld.
Durante la sua carriera ha partecipato a molte serie televisive, tra cui bisogna ricordare oltre quelle già citate Friends, Una famiglia a tutto gas e Scrubs - Medici ai primi ferri, in cui interpreta il Dottor Moyer. Quest'ultimo diventa vittima della personalità della "Nuova Elliot" e durante l'episodio lo si vede in una scena dove grida ripetutamente "Le mie macchine!", scena che è diventata molto rappresentativa su YTMND. Ha partecipato anche ad alcuni film, tra cui bisogna citare RoboCop 3, Dungeons & Dragons e la trilogia di Pirati dei Caraibi nel ruolo del pirata Pintel. In accordo con l'attore il personaggio di Pintel non appare nel quarto film Pirati dei Caraibi - Oltre i confini del mare.

## Filmografia parziale

### Cinema
- Balle spaziali 2 - La vendetta (Martians Go Home), regia di David Odell (1989)
- Classe 1999 (Class of 1999), regia di Mark L. Lester (1990)
- RoboCop 3, regia di Fred Dekker (1993)
- Waterworld, regia di Kevin Reynolds (1995)
- The Apocalypse, regia di Hubert C. de la Bouillerie (1997)
- Dungeons & Dragons - Che il gioco abbia inizio (Dungeons & Dragons), regia di Courtney Solomon (2000)
- La maledizione della prima luna (Pirates of the Caribbean: The Curse of the Black Pearl), regia di Gore Verbinski (2003)
- Natural Selection, regia di Scott Leberecht - cortometraggio (2003)
- Sledge: The Untol Story, regia di Brad Martin (2005)
- Pirati dei Caraibi - La maledizione del forziere fantasma (Pirates of the Caribbean: Dead Man's Chest), regia di Gore Verbinski (2006)
- Cenerentola e gli 007 nani (Happily N'Ever After), regia di Paul Bolger e Yvette Kaplan (2006) - voce
- Pirati dei Caraibi - Ai confini del mondo (Pirates of the Caribbean: At World's End), regia di Gore Verbinski (2007)
- Ashley's Ashes, regia di Christopher Huston e Chris Kazmier (2010)
- Quit, regia di Dick Rude (2010)
- Black Velvet, regia di Tim Pape (2011)
- A Kiss for Jed, regia di Maurice Linnane (2011)
- Mickey Matson e la macchina alchemica (The Adventures of Mickey Matson and the Copperhead Treasure), regia di Harold Cronk (2012)
- In the Gray, regia di Rob Holloway (2012)
- College Fright Night, regia di Brad Leo Lyon (2014)
- 1066, regia di Robin Jacob (2022)
- The Lost Ship, regia di Akksar Allahabadi e Akhil Gaurav Singh (2023)

### Televisione
- I racconti della cripta (Tales from the Crypt) – serie TV, episodio 2x08 (1990)
- Seinfeld – serie TV, episodi 3x22-8x15 (1992-1997)
- Star Trek: The Next Generation - serie TV, episodio 7x09 (1993)
- Star Trek: Deep Space Nine – serie TV, episodio 1x11 (1993)
- E.R. - Medici in prima linea (ER) – serie TV, 1 episodio (1997)
- Friends – serie TV, episodio 5x10 (1998)
- Angel – serie TV, episodio 2x09 (1999)
- Arli$$ – serie TV, 4 episodi (1996-2000)
- Walker Texas Ranger (Walker, Texas Ranger) – serie TV, episodio 9x10 (2000)
- I Finnerty (Grounded for Life) – serie TV, episodio 1x05 (2001)
- CSI - Scena del crimine (CSI: Crime Scene Investigation) – serie TV, episodio 1x21 (2001)
- Tutto in famiglia (My Wife and Kids) – serie TV, 1 episodio (2001)
- Streghe (Charmed) – serie TV, 1 episodio (2003)
- Scrubs - Medici ai primi ferri (Scrubs) – serie TV, episodio 3x01 (2003)
- Las Vegas – serie TV, episodio 2x08 (2004)
- Star Trek: Enterprise – serie TV, episodio 4x12-4x13 (2005)
- Polar Opposites - serie TV (2008)
- Pushing Daisies - serie TV (2008)
- The Iceman Chronicles - serie TV (2010)
- The Cape - serie TV (2011)
- C'era una volta (Once Upon a Time) – serie TV, 55 episodi (2011-2018)
- Nuclear Family - Film TV (2012)
- Californication – serie TV, 3 episodi (2013)
- C'era una volta nel Paese delle Meraviglie (Once Upon a Time in Wonderland) – serie TV, 1 episodio (2013)
- American Gods - serie TV, un episodio (2019)

## Doppiatori italiani
Nelle versioni in italiano delle opere in cui ha recitato, Lee Arenberg è stato doppiato da:
- Gerolamo Alchieri in Pirati dei Caraibi - La maledizione della Prima Luna, Pirati dei Caraibi - La maledizione del forziere fantasma, Pirati dei Caraibi - Ai confini del mondo, Californication
- Nino Prester in Star Trek: The Next Generation, C'era una volta (st. 3-7), C'era una volta nel Paese delle Meraviglie
- Mino Caprio in Classe 1999, Tutto in famiglia
- Claudio Fattoretto in Seinfeld (ep. 3x20), C'era una volta (st. 1-2)
- Simone Mori in Seinfeld (ep. 8x15)
- Manlio De Angelis in RoboCop 3
- Pasquale Anselmo in Scrubs - Medici ai primi ferri
- Roberto Certomà ne Il prezzo della libertà
- Teo Bellia in Mickey Matson e la macchina alchemica
- Agostino De Berti in Classe 1999 (ridoppiaggio)